# Sacculina gonoplaxae
Sacculina gonoplaxae är en kräftdjursart som beskrevs av Guerin-ganivet 1911. Sacculina gonoplaxae ingår i släktet Sacculina och familjen Sacculinidae. Inga underarter finns listade i Catalogue of Life.